# Sršići (Malinska-Dubašnica)
 Sršići  (olaszul: Sersici ) falu Horvátországban Tengermellék-Hegyvidék megyében. Közigazgatásilag Malinska-Dubašnica községhez tartozik.

## Fekvése
Krk északnyugati részén Malinskától 3 km-re északkeletre erdők között fekszik. A szigetnek ezt a részét, ahova Sršići és a környező települések is tartoznak Dubašnicának hívják. A település mára kihalt, a romok mellett csak kevés hétvégi ház található itt.

## Története
Nevét egykori lakóiról  a Sršić családról kapta. Dubašnica volt a Krk-sziget egyetlen része, ahol városi település nem alakult ki. Ezt a vidéket egykor nagy kiterjedésű erdők és köztük legelők borították, az újonnan érkező lakosság azonban fokozatosan szántókká változtatta. Dubašnica egykori központja előbb a ma már nem létező Dubašnići, majd Bogovići volt, mivel itt állt a plébániatemplom. A sziget 1480-tól közvetlenül Velencei Köztársasághoz tartozott. A napóleoni háborúk egyik következménye a 18. század végén a Velencei Köztársaság megszűnése volt. Napóleon bukása után Krk is osztrák kézre került, majd a 19. század folyamán osztrák uralom alatt állt. 1867-től 1918-ig az Osztrák-Magyar Monarchia része volt. 1857-ben 62, 1910-ben 39 lakosa volt. Az Osztrák–Magyar Monarchia bukását rövid olasz uralom követte, majd a település a Szerb–Horvát–Szlovén Királyság része lett. A második világháború idején előbb olasz, majd német csapatok szállták meg. A háborút követően újra Jugoszlávia, majd az önálló horvát állam része lett. Utoljára 1971-ben számláltak itt élő lakosságot. Sršićinek 2011-ben már nem volt állandó lakossága.

## Lakosság
| Lakosság változása | Lakosság változása | Lakosság változása | Lakosság változása | Lakosság változása | Lakosság változása | Lakosság változása | Lakosság változása | Lakosság változása | Lakosság változása | Lakosság változása | Lakosság változása | Lakosság változása | Lakosság változása | Lakosság változása | Lakosság változása |
| ------------------ | ------------------ | ------------------ | ------------------ | ------------------ | ------------------ | ------------------ | ------------------ | ------------------ | ------------------ | ------------------ | ------------------ | ------------------ | ------------------ | ------------------ | ------------------ |
| 1857               | 1869               | 1880               | 1890               | 1900               | 1910               | 1921               | 1931               | 1948               | 1953               | 1961               | 1971               | 1981               | 1991               | 2001               | 2011               |
| 62                 | 68                 | 59                 | 63                 | 55                 | 39                 | 35                 | 26                 | 13                 | 7                  | 7                  | 4                  | 0                  | 0                  | 0                  | 0                  |